# Underground (dal)
Az Underground David Bowie egyik dala; az 1986-ban bemutatott Fantasztikus labirintus című film főcímdala és a filmzenealbum első kislemeze. Először hanglemezen jelent meg, 1986-ban, majd letöltésként 2007-ben. A film végén is hallható, a Magic Dance-szel együtt.
A dalban Bowie olyan stílusokkal kísérletezett, amilyenekkel még nem; kicsi gospelhatás érezhető rajta, háttérénekesek egész kórusa szerepel, és Albert Collins bluesgitáros is közreműködik.
Feltételezések szerint ez a dal ihlette Madonna 1989-ben megjelent Like a Prayer című számát, amiben szintén pop és gospelhangzás keveredik, illetve Michael Jackson 1987-ben kiadott Man in the Mirror című számát, ami szintén hatással lehetett a Like a Prayerre.

## Videóklip
A dal videóklipjét Steve Barron rendezte. Bowie legismertebb személyiségeit alakítja (Ziggy Stardust, The Thin White Duke, Thomas Newton a The Man Who Fell to Earth filmből, Jareth a Labirintusból és Baal), majd a Labirintus bábfigura-szereplőivel táncol, és maga is rajzfilmfigurává változik.

## Dallista
7" kislemez
1. Underground (Edited Version) – 4:25
2. Underground (Instrumental) – 5:40
  - Ez az egyetlen instrumentális változat, amin hallhatóak a háttérénekesek.

7" képes kislemez
1. Underground (Edited Version) – 4:25
2. Underground (Instrumental) – 5:52

12" maxi kislemez
1. Underground (Extended Dance Mix) – 7:51
2. Underground (Dub) – 5:59
3. Underground (Instrumental) – 5:54

Letöltés
1. Underground – 4:25
2. Underground (Extended Dance Mix) – 7:51
3. Underground (Instrumental) – 5:54
4. Underground (Dub) – 5:59

## Verziók, remixek
- Album Version – 5:57
- Single Version – 4:26
- Dub Mix – 5:59
- Extended Dance Mix – 7:51
- Instrumental – 5:53

## Helyezések
| Slágerlista (1986)                      | Legmagasabb helyezés |
| --------------------------------------- | -------------------- |
| Brit kislemezlista                      | 21                   |
| Kanadai kislemezlista                   | 30                   |
| USA Billboard Hot Dance Music/Club Play | 22                   |
| USA Billboard Mainstream Rock Tracks    | 18                   |

## Közreműködők
- David Bowie: ének
- Robbie Buchanan: billentyűsök, szintetizátorok, programozás
- Andy Thomas: programozás
- Richard Tee: akusztikus zongora, Hammond-orgona
- Albert Collins: szólógitár
- Nicky Moroch: ritmusgitár
- Steve Ferrone: dobeffektusok
- Cissy Houston, Chaka Khan, Luther Vandross, Fonzi Thornton, Marcus Miller, Marc Stephens, Daphne Vega, Garcia Alston, Mary David Canty, Beverly Ferguson, A. Marie Foster, James Glenn, Eunice Peterson, Rennele Stafford: háttérénekesek